# 萨德罗克
萨德罗克（法語：Sadroc，法語發音：[sadʁɔk]）是法国科雷兹省的一个市镇，位于该省西部偏南，属于布里夫拉盖亚尔德区。

## 地理
萨德罗克（45°16'59"N, 1°32'57"E）面积19.26 平方千米，位于法国新阿基坦大区科雷兹省，该省份为法国中南部省份，北起上维埃纳省和克勒兹省，西接多爾多涅省，南至洛特省，东临多姆山省和康塔爾省。
与萨德罗克接壤的市镇（或旧市镇、城区）包括：阿拉萨克、栋兹纳克、圣博内朗方捷、圣费雷奥勒、圣日耳曼莱韦尔涅、圣帕尔杜-洛尔蒂日耶。

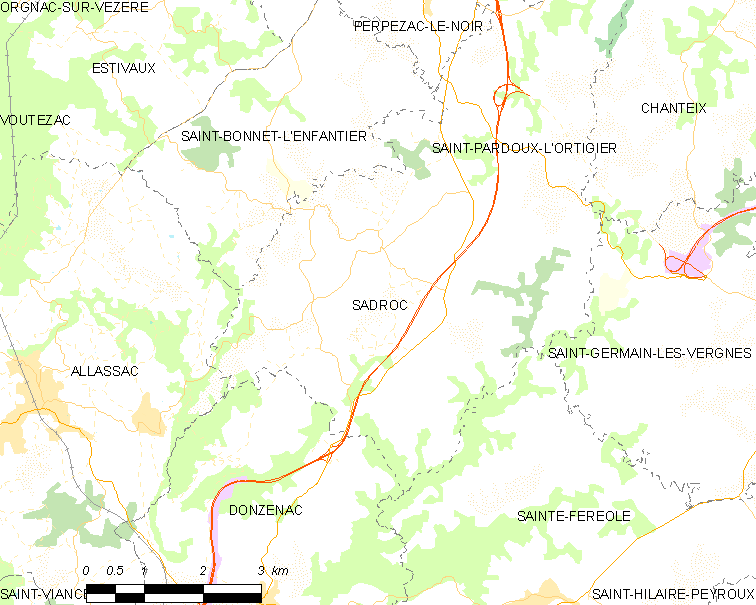
萨德罗克的OSM定位图

萨德罗克的时区为UTC+01:00、UTC+02:00（夏令时）。

## 行政
萨德罗克的邮政编码为19270，INSEE市镇编码为19178。

## 政治
萨德罗克所属的省级选区为阿拉萨克县。

## 人口

1962-2008年间萨德罗克人口变化图示

萨德罗克于2022年1月1日时的人口数量为1000人。